# Villar de Domingo García
Pour les articles homonymes, voir Domingo García.
Villar de Domingo García est une municipalité espagnole de la province de Cuenca, dans la région autonome de Castille-La Manche.

## Histoire
En 1985, une famille de paysans découvre sur ses terres des tesselles de mosaïques mais devant l'ampleur de la découverte elle va garder le silence pendant 20 ans.
Cependant les rumeurs de voisinage et des comportements suspects obligent à alerter les autorités archéologiques.
En 2004, des fouilles officielles sont organisées et mettent au jour ce qui est désigné comme la plus grande mosaïque figurative du monde. D'une superficie de 291 m2, elle est en parfait état de conservation et date du IVe siècle apr. J.-C. Ce vestige décorait le triclinium (ou salle à manger) d'une villa, la Villa romaine de Noheda.
Celle-ci s'étendait sur 10 hectares et supervisait une propriété agricole de 80 km2.
La richesse de cette œuvre apparaît dans les scènes découvertes lors des fouilles : une Athéna grandeur nature, des représentations du mythe de Pélops et d'Hippodamie, deux pantomimes, un Jugement de Pâris, un enlèvement d'Hélène et même un cortège dionysiaque.
Ces vestiges ont été ouverts à la visite du public depuis 2019.

## Source
- (es) Cet article est partiellement ou en totalité issu de l’article de Wikipédia en espagnol intitulé « Villar de Domingo García » (voir la liste des auteurs).